# Хайшу
Хайшу́ (кит. упр. 海曙, пиньинь Hǎishǔ) — район города субпровинциального значения Нинбо провинции Чжэцзян. Район назван по находящейся на его территории достопримечательности — строению «Хайшулоу», относящемуся к эпохе империи Тан.

## История
Исторически эти места входили в состав уезда Иньсянь (鄞县). После образования КНР урбанизированная часть уезда Иньсянь была выделена в отдельный город Нинбо, и на этой территории были созданы районы Хайшу и Чжэньмин (镇明区). В 1984 году район Чжэньмин был присоединён к району Хайшу.
В 2002 году уезд Иньсянь был расформирован, а вместо него был создан район городского подчинения Иньчжоу. В 2016 году часть района Иньчжоу, лежащая к западу от реки Фэнхуацзян, была присоединена к району Хайшу.

## Административное деление
Район делится на 8 уличных комитетов,